# Matteo Garrone
Matteo Garrone (Rome, 15 oktober 1968) is een Italiaans filmregisseur, scenarioschrijver en filmproducent.

## Biografie
Matteo Garrone werd geboren in 1968 in Rome, zijn vader Nico Garrone was een theatercriticus en zijn moeder een fotografe. In 1996 won Garrone de Sacher d’oro met zijn eerste korte film Silhouette. Deze kortfilm maakte deel uit van de drie episodes van zijn eerste langspeelfilm Terra di Mezzo uit 1997. Voor zijn speelfilm Gomorra uit 2008 kreeg Garrone twee Europese filmprijzen (beste regie en beste scenario), de Premi David di Donatello voor beste regie en de Grand Prix op het filmfestival van Cannes. Zijn film Reality deed mee aan de competitie van het filmfestival van Cannes in 2012 waar hij ook beloond werd met de Grand Prix. De film Il racconto dei racconti werd in 2015 eveneens geselecteerd voor het filmfestival van Cannes.

## Filmografie
- Silhouette (kortfilm, 1996)
- Terra di mezzo (1997)
- Ospiti (1998)
- Estate romana (2000)
- L'Imbalsamatore (2002)
- Primo amore (2004)
- Gomorra (2008)
- Reality (2012)
- Il racconto dei racconti (2015)
- Dogman (2018)

## Prijzen & nominaties[1]
De belangrijkste:
| Jaar | Prijs                   | Categorie                    | Genomineerde(n) | Uitslag     |
| ---- | ----------------------- | ---------------------------- | --------------- | ----------- |
| 2012 | Filmfestival van Cannes | Grand Prix                   | Reality         | Gewonnen    |
| 2009 | BAFTA                   | Beste niet-Engelstalige film | Gommora         | Genomineerd |
| 2009 | César                   | Beste buitenlandse film      | Gommora         | Genomineerd |
| 2008 | Filmfestival van Cannes | Grand Prix                   | Gommora         | Gewonnen    |
| 2008 | Europese filmprijs      | Beste regie                  | Gommora         | Gewonnen    |
| 2008 | Europese filmprijs      | Beste scenario               | Gommora         | Gewonnen    |